# Jan Służewski (zm. 1580)
Jan Służewski, Jan ze Służewa herbu Sulima (zm. w 1580 roku) – wojewoda brzeskokujawski w latach 1563–1577, wojewoda inowrocławski w latach 1558–1562, kasztelan brzeskokujawski w latach 1555–1558, kasztelan śremski w latach 1553–1555, starosta koniński w 1565 roku, starosta międzyrzecki w 1565 roku.
Studiował w Lipsku w 1545 roku. 
Poseł na sejm piotrkowski 1548 roku z województwa poznańskiego i województwa kaliskiego. Był członkiem komisji do rewizji królewszczyzn na sejmie 1563/1564 roku. Jako przedstawiciel Korony Królestwa Polskiego podpisał akt unii lubelskiej 1569 roku. Był uczestnikiem zjazdu w Łowiczu 23 lipca 1572 roku. 
Podpisał konfederację warszawską 1573 roku.